# Copa Audi
La Copa Audi es un torneo amistoso organizado cada dos años por la compañía fabricante de autos alemán Audi. El torneo tiene dos días de duración y se disputa en el estadio Allianz Arena del Bayern Múnich antes de comenzar la temporada de la Bundesliga.

## Historia
Se creó para celebrar el aniversario 100° de la manufacturera automovilística y reemplazó de esta manera la Copa Beckenbauer también cotejado en la ciudad de Múnich. El Bayern siempre la disputa por ser anfitrión y se invita a tres equipos más de renombrada jerarquía internacional. Los cuatro equipos juegan dos semifinales, uno contra uno. Los perdedores disputan un partido por el tercer puesto, mientras que los dos ganadores clasifican a la final.
El torneo se disputó por primera vez en el año 2009. Los tres equipos invitados fueron: el Manchester United, el Milan y Boca Juniors. El equipo local venció en la tanda de penales a Manchester United y se coronó campeón.
En el año 2011 el Milan volvió a ser invitado, junto al Barcelona y el Internacional. El equipo español fue el ganador del torneo, venciendo al equipo local 2 a 0.
En el año 2013 el Milan vuelve a participar del torneo, junto al São Paulo y el Manchester City. El equipo Campeón fue el Bayern Múnich ganándole la final por 2 a 1 al Manchester City.
En el año 2015 por cuarta vez consecutiva el Milan es invitado, y junto con él, por primera vez participan el Tottenham Hotspur y el Real Madrid. El vencedor del torneo vuelve a ser el local, el Bayern Múnich, al derrotar 1 a 0 al Real Madrid.
En el año 2017 participaron en el torneo el Napoli, Atlético de Madrid, Liverpool, y por supuesto, el Bayern Múnich. En la final del torneo el Atlético de Madrid le ganó al Liverpool en los penales, proclamándose así campeón. El Bayern Múnich quedó 4° por primera vez en la historia del torneo.

## Ediciones
| Año           | Campeón                      | Final Resultado | Subcampeón                   | Tercero                      | Resultado      | Cuarto                   |
| ------------- | ---------------------------- | --------------- | ---------------------------- | ---------------------------- | -------------- | ------------------------ |
| 2009 Detalles | Bayern Múnich · Alemania     | 0:0 (7:6 pen.)  | Manchester United Inglaterra | Boca Juniors Argentina       | 1:1 (4:3 pen.) | Milan · Italia           |
| 2011 Detalles | Barcelona · España           | 2:0             | Bayern Múnich · Alemania     | Internacional · Brasil       | 2:2 (2:0 pen.) | Milan · Italia           |
| 2013 Detalles | Bayern Múnich · Alemania     | 2:1             | Manchester City Inglaterra   | Milan · Italia               | 1:0            | São Paulo · Brasil       |
| 2015 Detalles | Bayern Múnich · Alemania     | 1:0             | Real Madrid · España         | Tottenham Hotspur Inglaterra | 2:0            | Milan · Italia           |
| 2017 Detalles | Atlético de Madrid · España  | 1:1 (5:4 pen.)  | Liverpool Inglaterra         | Napoli · Italia              | 2:0            | Bayern Múnich · Alemania |
| 2019 Detalles | Tottenham Hotspur Inglaterra | 2:2 (6:5 pen.)  | Bayern Múnich · Alemania     | Real Madrid · España         | 5:3            | Fenerbahçe Turquía       |

### Títulos por club
| Club                    | Campeón              | Subcampeón     | Tercer lugar | Cuarto lugar         |
| ----------------------- | -------------------- | -------------- | ------------ | -------------------- |
| F. C. Bayern Múnich     | 3 (2009, 2013, 2015) | 2 (2011, 2019) |              | 1 (2017)             |
| Tottenham Hotspur F. C. | 1 (2019)             |                | 1 (2015)     |                      |
| F. C. Barcelona         | 1 (2011)             |                |              |                      |
| C. Atlético de Madrid   | 1 (2017)             |                |              |                      |
| Real Madrid C. F.       |                      | 1 (2015)       | 1 (2019)     |                      |
| Manchester United F. C. |                      | 1 (2009)       |              |                      |
| Manchester City F. C.   |                      | 1 (2013)       |              |                      |
| Liverpool F. C.         |                      | 1 (2017)       |              |                      |
| A. C. Milan             |                      |                | 1 (2013)     | 3 (2009, 2011, 2015) |
| C. A. Boca Juniors      |                      |                | 1 (2009)     |                      |
| S. C. Internacional     |                      |                | 1 (2011)     |                      |
| S. S. C. Napoli         |                      |                | 1 (2017)     |                      |
| São Paulo F. C.         |                      |                |              | 1 (2013)             |
| Fenerbahçe              |                      |                |              | 1 (2019)             |

## Participaciones
Actualizado a la Copa Audi 2019.
| Equipo                  | Participaciones |
| ----------------------- | --------------- |
| F. C. Bayern Múnich     | 6               |
| A. C. Milan             | 4               |
| Tottenham Hotspur F. C. | 2               |
| Real Madrid C. F.       | 2               |
| Manchester United F. C. | 1               |
| C. A. Boca Juniors      | 1               |
| F. C. Barcelona         | 1               |
| S. C. Internacional     | 1               |
| Manchester City F. C.   | 1               |
| São Paulo F. C.         | 1               |
| C. Atlético de Madrid   | 1               |
| S. S. C. Napoli         | 1               |
| Liverpool F. C.         | 1               |
| Fenerbahçe              | 1               |

## Distinciones individuales

### Máximo goleador
| Año  | Jugador/es | Equipo | Goles |
| ---- | --- | --- | ----- |
| 2009 | Thomas Müller | F. C. Bayern Múnich | 2     |
| 2011 | Thiago Alcántara | F. C. Barcelona | 3     |
| 2013 | Edin Džeko Stephan El Shaarawy Mario Mandžukić | Manchester City F. C. A. C. Milan F. C. Bayern Múnich | 2     |
| 2015 | Robert Lewandowski | F. C. Bayern Múnich | 2     |
| 2017 | Fernando Torres Roberto Firmino Kalidou Koulibaly Sadio Mané Daniel Sturridge Keidi Baré Emanuele Giaccherini Mohamed Salah José Callejón Luciano Vietto | C. Atlético de Madrid Liverpool F. C. S. S. C. Napoli Liverpool F. C. C. Atlético de Madrid S. S. C. Napoli Liverpool F. C. S. S. C. Napoli C. Atlético de Madrid | 1     |
| 2019 | Karim Benzema Thomas Müller | Real Madrid Bayern Múnich | 3     |

### Tabla histórica de Puntos
Actualizado a la edición 2019.
| Pos. | Equipo                  | Part. | PJ | PG | PE | PP | GF | GC | Dif. | Puntos | Títulos |
| ---- | ----------------------- | ----- | -- | -- | -- | -- | -- | -- | ---- | ------ | ------- |
| 1°   | F. C. Bayern Múnich     | 6     | 12 | 6  | 3  | 3  | 21 | 13 | +8   | 21     | 3       |
| 2°   | Tottenham Hotspur F. C. | 2     | 4  | 2  | 1  | 1  | 5  | 4  | +1   | 7      | 1       |
| 3°   | Real Madrid C. F.       | 2     | 4  | 2  | 0  | 2  | 7  | 5  | +2   | 6      | –       |
| 4°   | A. C. Milan             | 4     | 8  | 1  | 3  | 4  | 9  | 18 | -9   | 6      | –       |
| 5°   | Liverpool F. C.         | 1     | 2  | 1  | 1  | 0  | 4  | 1  | +3   | 4      | –       |
| 6°   | F. C. Barcelona         | 1     | 2  | 1  | 1  | 0  | 4  | 2  | +2   | 4      | 1       |
| 7°   | Atlético de Madrid      | 1     | 2  | 1  | 1  | 0  | 3  | 2  | +1   | 4      | 1       |
| 8°   | Manchester United F. C. | 1     | 2  | 1  | 1  | 0  | 2  | 1  | +1   | 4      | –       |
| 9°   | Manchester City F. C.   | 1     | 2  | 1  | 0  | 1  | 6  | 5  | +1   | 3      | –       |
| 10°  | S. S. C. Napoli         | 1     | 2  | 1  | 0  | 1  | 3  | 2  | +1   | 3      | –       |
| 11°  | S. C. Internacional     | 1     | 2  | 0  | 2  | 0  | 4  | 4  | 0    | 2      | –       |
| 12°  | C. A. Boca Juniors      | 1     | 2  | 0  | 1  | 1  | 2  | 3  | -1   | 1      | –       |
| 13°  | São Paulo F. C.         | 1     | 2  | 0  | 0  | 2  | 0  | 3  | -3   | 0      | –       |
| 14°  | Fenerbahçe              | 1     | 2  | 0  | 0  | 2  | 4  | 11 | -7   | 0      | –       |